# نورث كانساس (ميزوري)
نورث كانساس (بالإنجليزية: North Kansas City city, Missouri)‏ هي مدينة تقع بولاية ميزوري في الولايات المتحدة. تبلغ مساحتها 12.02 كم2، وترتفع عن سطح البحر 226 م، بلغ عدد سكانها 4,208 نسمة في عام 2010 حسب إحصاء مكتب تعداد الولايات المتحدة وتصل الكثافة السكانية فيها 350.1 نسمة لكل كيلومتر مربع (906.8/ميل2).

## التركيبة السكانية
حدّد مكتب تعداد الولايات المتحدة بيانات التركيبة السكانية لنورث كانساس في تعداد الولايات المتحدة. في ما يلي، التركيبة السكانية حسب تعدادي 2000 و2010.

### تعداد عام 2000
بلغ عدد سكان نورث كانساس 4,714 نسمة بحسب تعداد عام 2000، وبلغ عدد الأسر 2,546 أسرة وعدد العائلات 1,014 عائلة مقيمة في المدينة. في حين سجلت الكثافة السكانية 392.2 نسمة لكل كيلومتر مربع (1,015.8/ميل2). وبلغ عدد الوحدات السكنية 2,779 وحدة بمتوسط كثافة قدره 231.2 لكل كيلومتر مربع (598.8/ميل2).
وتوزع التركيب العرقي للمدينة بنسبة 82.48% من البيض و3.97% من الأمريكيين الأفارقة و0.59% من الأمريكيين الأصليين و4.29% من الأمريكيين ذوي الأصول الآسيوية و0.23% من سكان جزر المحيط الهادئ و3.31% من الأعراق الأخرى و5.13% من عرقين مختلطين أو أكثر و8.44% من الهسبانيون أو اللاتينيون من أي عرق.
بلغ عدد الأسر 2,546 أسرة كانت نسبة 20% منها لديها أطفال تحت سن الثامنة عشر تعيش معهم، وبلغت نسبة الأزواج القاطنين مع بعضهم البعض 24.7% من أصل المجموع الكلي للأسر، ونسبة 11% من الأسر كان لديها معيلات من الإناث دون وجود شريك، بينما كانت نسبة 4.1% من الأسر لديها معيلون من الذكور دون وجود شريكة وكانت نسبة 60.2% من غير العائلات. تألفت نسبة 51.1% من أصل جميع الأسر من عدة أفراد يعيشون في نفس المنزل ونسبة 12.9% كانت تتألف من شخص يعيش بمفرده يبلغ من العمر 65 عاماً أو أكثر. وبلغ متوسط حجم الأسرة المعيشية 1.85، أما متوسط حجم العائلات فبلغ 2.77.
بلغ العمر الوسطي للسكان 35.7 عاماً. وكانت نسبة 18% من القاطنين تحت سن الثامنة عشر، وكانت نسبة 12.7% بين الثامنة عشر والرابعة والعشرين عاماً، ونسبة 34.2% كانت واقعةً في الفئة العمرية ما بين الخامسة والعشرين والرابعة والأربعين عاماً، ونسبة 20.9% كانت ما بين الخامسة والأربعين والرابعة والستين، ونسبة 14.1% كانت ضمن فئة الخامسة والستين عاماً فما فوق. يوجد لكل 100 أنثى 94.4 ذكر، ويوجد لكل 100 أنثى في الثامنة عشر من عمرها فما فوق 92.6 ذكر.
بلغ متوسط دخل الأسرة في المدينة 28,674 دولارًا، أما متوسط دخل العائلة فبلغ 33,906 دولارًا. وكان متوسط دخل الذكور 27,487 دولارًا مقابل 26,591 دولارًا للإناث. وسجل دخل الفرد الخاص بالمدينة 18,967 دولارًا. وكانت نسبة 10.6% من العائلات ونسبة 12.5% من السكان تحت خط الفقر، وكان من هؤلاء نسبة 22.7% تحت سن الثامنة عشر ونسبة 5.9% في الخامسة والستين من العمر وما فوق.

### تعداد عام 2010
بلغ عدد سكان نورث كانساس 4,208 نسمة بحسب تعداد عام 2010، وبلغ عدد الأسر 2,361 أسرة وعدد العائلات 878 عائلة مقيمة في المدينة. في حين سجلت الكثافة السكانية 350.1 نسمة لكل كيلومتر مربع (906.8/ميل2). وبلغ عدد الوحدات السكنية 2,565 وحدة بمتوسط كثافة قدره 213.4 لكل كيلومتر مربع (552.7/ميل2).
وتوزع التركيب العرقي للمدينة بنسبة 76.76% من البيض و10.74% من الأمريكيين الأفارقة و0.76% من الأمريكيين الأصليين و3.33% من الأمريكيين ذوي الأصول الآسيوية و0.29% من سكان جزر المحيط الهادئ و4.66% من الأعراق الأخرى و3.47% من عرقين مختلطين أو أكثر و11.53% من الهسبانيون أو اللاتينيون من أي عرق.
بلغ عدد الأسر 2,361 أسرة كانت نسبة 17.4% منها لديها أطفال تحت سن الثامنة عشر تعيش معهم، وبلغت نسبة الأزواج القاطنين مع بعضهم البعض 21.7% من أصل المجموع الكلي للأسر، ونسبة 11.2% من الأسر كان لديها معيلات من الإناث دون وجود شريك، بينما كانت نسبة 4.3% من الأسر لديها معيلون من الذكور دون وجود شريكة وكانت نسبة 62.8% من غير العائلات. تألفت نسبة 53.2% من أصل جميع الأسر من عدة أفراد يعيشون في نفس المنزل ونسبة 15.4% كانت تتألف من شخص يعيش بمفرده يبلغ من العمر 65 عاماً أو أكثر. وبلغ متوسط حجم الأسرة المعيشية 1.78، أما متوسط حجم العائلات فبلغ 2.68.
بلغ العمر الوسطي للسكان 39.9 عاماً. وكانت نسبة 15.8% من القاطنين تحت سن الثامنة عشر، وكانت نسبة 9.6% بين الثامنة عشر والرابعة والعشرين عاماً، ونسبة 31% كانت واقعةً في الفئة العمرية ما بين الخامسة والعشرين والرابعة والأربعين عاماً، ونسبة 26.9% كانت ما بين الخامسة والأربعين والرابعة والستين، ونسبة 16.7% كانت ضمن فئة الخامسة والستين عاماً فما فوق. وتوزع التركيب الجنسي للسكان بنسبة 48.8% ذكور و51.2% إناث.

## وصلات خارجية
- الموقع الرسمي